# Firefly (программа)
 Firefly (ранее известен как PC GAMESS)  — программный пакет для ab initio квантовохимических расчётов. Работает на Intel-совместимых процессорах архитектур x86 и x86-64 (только 32-битная версия). Основана на коде пакета программ GAMESS (US). Основной разработчик программы — Александр Грановский. Им было переписано 60-70 % кода. Наибольшие изменения коснулись платформозависимых частей программы (выделение памяти, дисковый ввод-вывод, параллельный запуск), математических функций (например, матричные операции) и квантовохимических методов (метод Хартри-Фока, теория Мёллера-Плессета (англ. Møller–Plesset perturbation theory), теория функционала плотности). Вследствие этого PC GAMESS стал значительно быстрее, чем оригинальная программа. С октября 2008 года проект дистанцировался от GAMESS (US) и поменял имя на Firefly. До 17 октября 2009 оба имени использовались наравне друг с другом.